# Cavalcante
Cavalcante is een gemeente in de Braziliaanse deelstaat Goiás. De gemeente telt 10.398 inwoners (schatting 2009).